# 油蔴地天主教小學（海泓道）
油蔴地天主教小學（海泓道）（英語：Yaumati Catholic Primary School (Hoi Wang Road)）是香港天主教香港教區屬下的的一所傳統名校，位於九龍油麻地。學校俗稱新油天、新油，原為油蔴地天主教小學上午校，於2000年底遷往海泓道的新校舍，並開始改為全日制授課。班級總數為30班，每級有五班。其中57人是核准編制內，全體教師總人數為64人。

## 辦學宗旨
- 致力傳揚基督精神，以「力學明德 仁愛樂群」訓勉學生。
- 實行全面教育，使學生在「德」、「智」、「體」、「群」、「美」、「靈」各方面皆有均衡發展，並鼓勵學生積極參與課外活動，發展個人潛能。
- 為學生創設優良而愉快的學習環境。除傳受學科及技能外，對學生的品德修養，特別著重。使之成為有責任感，能獨立思考及處事的學生，將來成為一個對社會、民族有貢獻的良好市民。

## 小一收生
學校位於油尖旺區，小學校網：31
學校是資助小學，所以一定要按照政府的「小一入學統籌辦法」收生。以下列出過去數年的派位數據（自行分配學額及暫定統一派位學額是教育局公布的數字，小一派位學額及已取錄和預留學額則是推算出來的）。了解更多：全港官津小學學額分佈 2015。校網 31 選校名單。
| 申請入學年份 | 小一派位學額 | 自行分配學額 |
| ------------ | ------------ | ------------ |
| 2010         | 150          | 75           |
| 2011         | 150          | 75           |
| 2012         | 150          | 75           |
| 2013         | 150          | 75           |
| 2014         | 150          | 75           |
| 2015         | 150          | 75           |
| 2016         | 150          | 75           |
| 2017         | 150          | 75           |

## 教學與班級編制
該校原為位於油麻地東莞街的油蔴地天主教小學上午校，在西九龍填海區完工後，於2000年底遷往旺角海泓道的新校舍，並實施全日制。教學語言為中文及英文，同時亦使用普通話教授中國語文科（只限一到四年級，五至六年級用粵語授課）。

## 學校設施
此校為一座30班標準的千禧校舍，設施如下：
|   | 設施                         | 數目／類別                                                                               |
| - | ---------------------------- | ---------------------------------------------------------------------------------------- |
| 1 | 課室                         | 30                                                                                       |
| 2 | 禮堂                         | 1                                                                                        |
| 3 | 操場                         | 3                                                                                        |
| 4 | 圖書館                       | 1                                                                                        |
| 5 | 特別室                       | 川流教室、視藝室、音樂室、常識室、宗教室、電腦室、活動室、校園電視台、英語閣、太空圖書館 |
| 6 | 支援有特殊學習需要學生的設施 | 暢通易達升降機                                                                           |
| 7 | 其他                         | 閱讀劇場、飯堂、聖母山、魚池、園藝圃、小廣場、涼亭、遊樂場                               |

## 校長
歷任校長資料
| 校長       | 年份      |
| ---------- | --------- |
| 陳淑儀校長 | 2018-現在 |
| 何綺霞校長 | 2009-2018 |
| 張志鴻校長 | 1997-2009 |
| 鄭潔雲校長 | 1968-1997 |

## 校監
歷任校監資料
| 校監       | 年份        |
| ---------- | ----------- |
| 葉定國神父 | 2024 -      |
| 周玲玲女士 | 2021 - 2024 |
| 劉富根神父 | 2015-2022   |
| 陳德雄神父 | 2010-2015   |
| 范錦棠神父 | 1999-2010   |
| 余尚實神父 | 1987-1999   |
| 陳子殷神父 | 1979-1987   |
| 呂寶神父   | 1972-1979   |
| 嘉畢主神父 | 1970-1972   |
| 杜逸文神父 | 1968-1970   |

## 著名/傑出校友
演藝界
- 鍾欣桐：香港女歌手
- 林景程：香港男藝人
- 雷寶宜：女子演唱團體 Honey Bees 成員
- 趙慧珊：香港女子組合 Super Girls 成員[4]
- 譚國政：香港作曲家、唱片監製及演唱會監製[註 1]
- 陳永業：香港男演員及節目主持，前香港電台主持[5]
- 鄧建明：香港音樂人、歌手及詞曲作者，太極樂隊主音及結他手
- 邵美琪：香港女演員
- 李婉華：香港女藝人
- 梁思浩：香港男藝人
- 吳子：香港男演員

商業、金融界
- 呂志雄：李錦記集團財務總裁[6]
- 呂志華：著名股評人
- 鍾創新：港交所上市發行服務部高級副總裁

廣播、體育界
- 黃冠斌：香港電台第二台節目主持
- 石偉雄：香港男子競技體操運動員
- 梁啟勳：香港職業飛鏢界好手
- 馬蔚妍：香港藝術體操運動員

政治界
- 葉傲冬：油尖旺區議員（油尖旺南）
- 楊子熙：油尖旺區議員（政府委任）
- 羅伊琳：沙田區議員（沙田北）

## 外部連結
- 油蔴地天主教小學（海泓道）家長教師會網站（页面存档备份，存于）
- 油蔴地天主教小學（海泓道）校友會網站（页面存档备份，存于）
- 油蔴地天主教小學（海泓道）網站（页面存档备份，存于）